# Собор Апостолів (Білгород-Київський)
Собо́р святи́х Апо́столів або собо́р Двана́дцяти Апо́столів — кам'яний кафедральний храм в Білгороді-Київському, побудований ймовірно Петром Милонігом в 1195—1197 роках з ініціативи князя Рюрика Ростиславича. Видатна пам'ятка давньоруської архітектури.

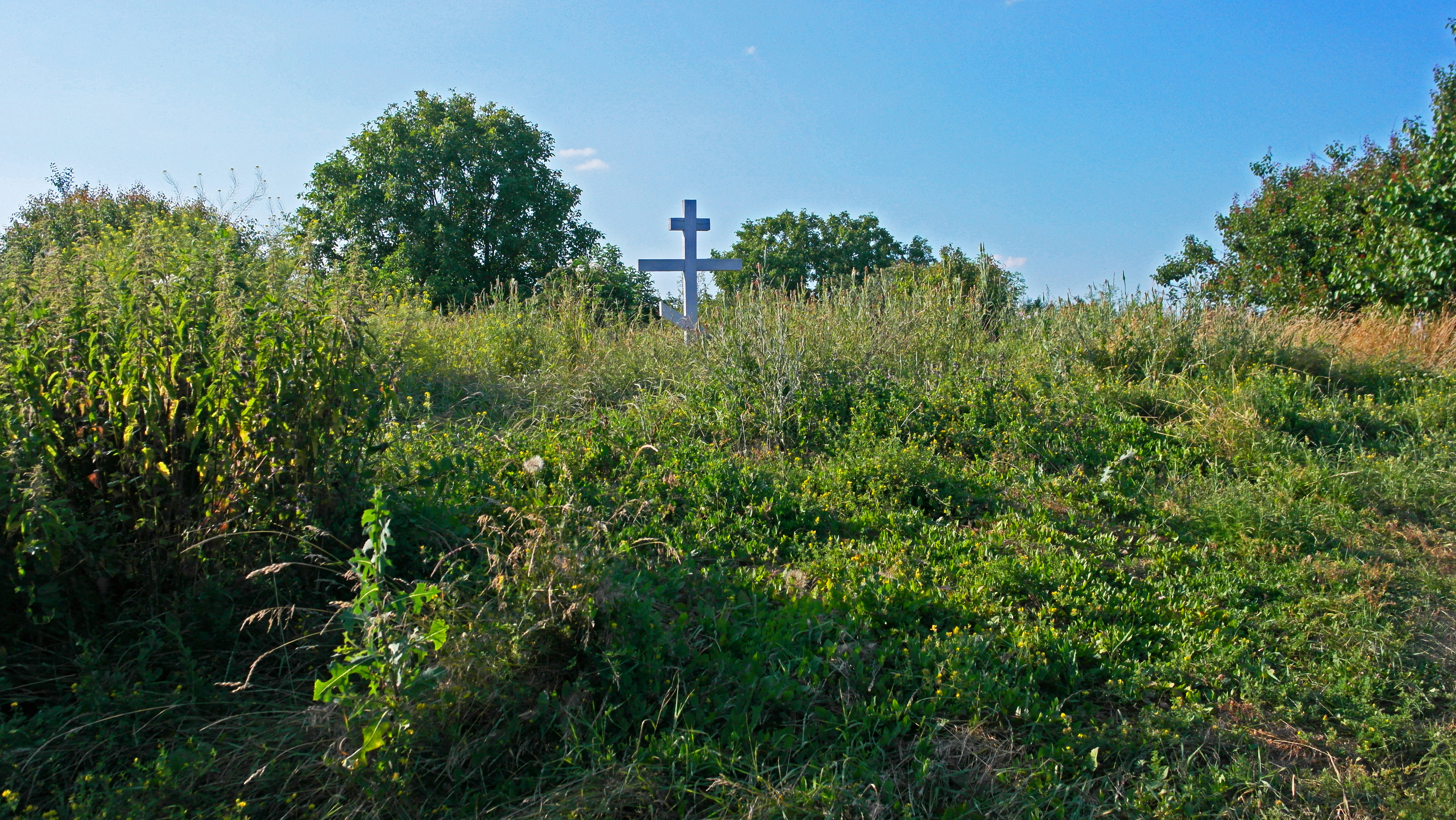
Пам'ятний хрест на місці історичного храму

Собор св. Апостолів був побудований в дитинці Білгорода-Київського на місці згорілої дерев'яної церкви. Замовником будівництва став князь Рюрик Ростиславич, що влаштувався тут в кінці XII століття і почав велике будівництво. Собор св. Апостолів був великим шестистовповим храмом і був кафедральною церквою Білогородського вікаріатства. Собор мав прямокутну будову, довжину 26,1 м, ширину — 19,2 м. На сході він завершувався трьома апсидами, а внутрішній простір ділився шістьма стовпами на три нефи. Зовнішні сторони стін були розчленовані профільованими пілястрами. Собор вінчали три куполи. Усередині стіни й склепіння були розписані золотофонними фресками, а підлога була покрита різноколірними майоліковими плитами.
Під час розкопок було віднайдено фундаменти храму, підлоги, частково стіни та інші конструкції. Поруч із храмом св. Апостолів археолог В. В. Хвойка виявив залишки ще одного великого храму, який досліджувався вже в 1968—1969 роках Б. О. Рибаковим.